# Блошка земляная светлоногая
Блошка земляная светлоногая (лат. Phyllotreta nemorum) — вид листоедов (Chrysomelidae) из подсемейства козявок (Galerucinae). Встречается от западного палеарктического региона на восток до Амура. И личинки и имаго этого вида питаются листьями капусты (Brassica).

## Вариетет
- Phyllotreta nemorum var. theresae Pic, 1909